# Spiritismus
Spiritismus (lat. spiritus ‚Geist‘), zuweilen im Deutschen wegen falscher Übersetzung des englischen spiritualism als Spiritualismus bezeichnet, bezeichnet moderne Formen der Beschwörung von Geistern oder spukenden Gespenstern, insbesondere von Geistern Verstorbener (Totenbeschwörung), die sich mit Hilfe eines Mediums sinnlich wahrnehmbar mitteilen sollen.
Der Begriff Spiritismus ist außerhalb des deutschen Sprachgebrauchs enger gefasst als Bezeichnung für die Lehre des Spiritisten Allan Kardec gebräuchlich.

## Begriffsgeschichte
Durch den deutschen Idealismus wurde die Bezeichnung Geist als Kollektivsingular innerhalb des deutschsprachigen Diskurses bekannt. Dieser neu eingeführte Begriff wurde im Laufe des 19. Jahrhunderts aufgeteilt, sodass auf der einen Seite der Geistbegriff innerhalb der Philosophie unter anderem als Weltgeist, Zeitgeist oder Volksgeist im Diskurs vorkam. Der Singularbegriff geht wirkungsgeschichtlich vor allem auf Johann Gottfried Herder zurück, der für Charles de Secondats, Baron de Montesquieu, Begriff esprit im Deutschen das Wort Geist benutzte. Dieses Wort wurde dann von Georg Wilhelm Friedrich Hegel aufgenommen und schlug sich nieder in den idealistischen Topoi vom Weltgeist und Volksgeist. Auf der anderen Seite wurde der Plural Geister vor allem im Bereich der Esoterik geläufig. Das Wort Geister wurde in dieser Zeit vor allem dadurch bekannt, dass es als Übersetzung verschiedener griechisch-lateinischer Wörter genutzt wurde, ohne einen direkten deutschsprachigen Inhalt zu haben. Die wichtigsten dieser griechischen und lateinischen Wörter sind anima, pneuma und spiritus. Als selbständiges deutsches Wort nahm Geister dann vor allem die Bedeutungen an, die auch im griechischen Wort Pneuma enthalten sind: Ein Zwischenwesen aus der hebräisch-jüdischen Überlieferung, ein feinstoffliches Band zwischen Körper und Seele, eine beschützende Lichtaura um den menschlichen Körper, ein kosmisches Prinzip und eine Verbindung zu Gott, die erlaubt, mystische Erkenntnisse oder übernatürliche Fähigkeiten zu erlangen.

## Geschichte

### Vorläufer des „modernen Spiritismus“

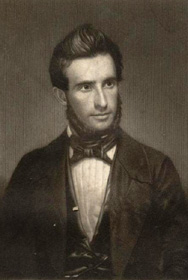
Andrew Jackson Davis

Im englischsprachigen Raum waren bereits vor 1848 Medien aktiv, die behaupteten, mit der Welt der Verstorbenen Kontakt aufnehmen zu können. Hierzu zählen William Stainton Moses, der Spiritisten als diejenigen definierte, die für sich selbst festgestellt haben oder es als evident richtig ansehen, dass der Tod nicht den Geist tötet, sondern dass dieser überlebt. Hinzu kamen die Ereignisse rund um Andrew Jackson Davis, der bereits 1847 sein Werk The Principles of Nature herausbrachte und damit ein Gesamtwerk spiritistischer Philosophie vor den Fox-Schwestern publizierte, das allerdings im Unterschied zu den nach 1848 erschienenen Schriften dem Mesmerismus zugerechnet wird.
Im deutschsprachigen Raum spielte vor allem der Mesmerismus eine große Rolle, dessen Methoden zu ähnlichen Phänomenen wie bei den spiritistischen Seancen führen sollte. Damit einher ging ein Trend, der dazu führte, dass übersinnliche Phänomene stärker als in anderen Ländern naturwissenschaftlichen Untersuchungen unterzogen wurden.

### Entstehung

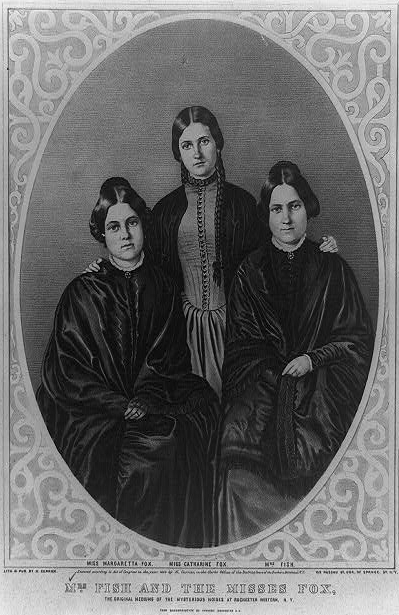
Die Fox-Schwestern 1852

Die Entstehung des modernen Spiritismus wird gewöhnlich mit den Schwestern Margaret und Kate Fox und ihren Eltern in Verbindung gebracht, die 1848 behaupteten, in einem unlängst neu bezogenen Haus in Hydesville im US-Staat New York seltsame Klopfgeräusche zu hören, welche sie dem Geist eines ermordeten und im Keller begrabenen Hausierers zuschrieben. Die Familie übernahm die schon lange etablierte Technik der „Kommunikation“ mit derartigen „Klopfgeistern“, bei der jedem Buchstaben im Alphabet eine bestimmte Anzahl von Klopfzeichen zugeordnet wird, und suchte mit großem Erfolg die Öffentlichkeit. Bei der ersten öffentlichen Demonstration der „Fähigkeiten“ der Mädchen in Rochester, New York, im November 1848 waren 400 zahlende Gäste zugegen. Bald traten auch andernorts solche Medien auf, hauptsächlich im evangelikal geprägten Nordosten der USA, und auf dem Höhepunkt dieser Welle um 1855 sollen eine bis mehrere Millionen US-Amerikaner von der Realität der angeblichen Geisterbeschwörungen überzeugt gewesen sein. Dabei verbreiteten sich schnell auch neue Methoden der „Kommunikation“ mit den Geistern wie das „automatische Schreiben“, bei der der Geist die Hand des Mediums führen soll, oder das Aussprechen der Gedanken der Geister durch in Trance versetzte Medien.
Das Neue, das den modernen Spiritismus gegenüber ähnlichen älteren Praktiken auszeichnete, war das große Interesse, welches ihm eine breite Öffentlichkeit entgegenbrachte. Antoine Faivre weist darauf hin, dass der Spiritismus etwa zugleich mit der klassischen fantastischen Literatur und mit der sozialen Utopie des Marxismus auftrat und dass unmittelbar vor dem großen Medienrummel um die Fox-Schwestern das Buch The Principles of Revelation von Andrew Jackson Davis (1847) in den USA erschienen war. Davis verband darin Ideen des Mesmerismus und des frühsozialistischen Fourierismus. Der Mesmerismus versuchte ebenfalls, wenn auch auf etwas andere Art („Magnetisierung“), mit Hilfe von Medien Informationen aus einer übersinnlichen Welt zu erhalten. Weitere wichtige Aspekte der Vorgeschichte waren die mystische Lehre Emanuel Swedenborgs und die im französischen Illuminismus des späten 18. Jahrhunderts verbreiteten „Kommunikationen“ mit höheren geistigen Wesen. Im deutschen Sprachraum hatte Justinus Kerner 1826 beträchtliches Aufsehen erregt, indem er die später so genannte Seherin von Prevorst „magnetisierte“ und so dazu brachte, mit den Geistern Verstorbener zu kommunizieren, „Klopfgeister“-Erscheinungen hervorzurufen und von höheren geistigen Wesen empfangene Lehren zu verkünden. Schon 1794 hatte auch Johann Caspar Lavater von spiritistischen Sitzungen berichtet.

### Ausbreitung

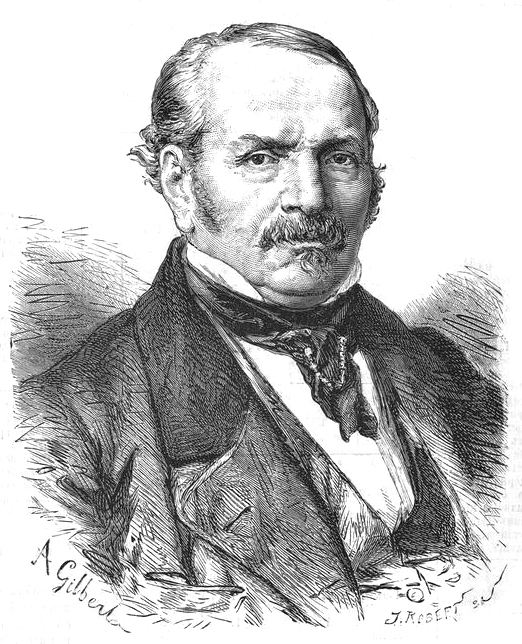
Allan Kardec

Die von den Fox-Schwestern ausgelöste Spiritismus-Welle verbreitete sich schnell auch in Europa, wo der Franzose Allan Kardec (1804–1869), der erste bedeutende Theoretiker dieser Bewegung, eine auf dem Spiritismus und auf dem Glauben an die Reinkarnation basierende Religion stiftete. Diese Ausbreitung des Spiritismus fiel, wie der Historiker James Webb konstatiert, zeitlich zusammen mit einer „Rückkehr des Wunders ins religiöse Leben Europas“, die sich in zahlreichen Berichten etwa von Marienerscheinungen, Wunderheilungen oder Levitationen zeigte. Spiritistische Ideen waren dabei oft verflochten mit sozialreformerischen Ideen, vor allem mit denjenigen der französischen Frühsozialisten. Diese Verbindungen waren, wie das Beispiel Davis’ veranschaulicht, bereits in den 1840er Jahren vorbereitet worden. Nach 1848 wurde der Spiritismus maßgeblich von (ehemaligen) Saint-Simonisten und besonders von Fourieristen geprägt.
In Deutschland fasste die spiritistische Bewegung relativ langsam Fuß und entwickelte sich nicht zu einer Massenbewegung, stieß andererseits aber stärker als in anderen Ländern auf Interesse in intellektuellen und wissenschaftlichen Kreisen, wobei einflussreiche Wissenschaftler teils vehemente Gegner waren. In den späten 1850er Jahren wurde der deutsche Botaniker und Naturphilosoph Christian Gottfried Nees von Esenbeck, der sich schon länger mit dem „Animalischen Magnetismus“ beschäftigt hatte, auf die spiritistischen Schriften von Andrew Jackson Davis aufmerksam und veranlasste deren Übersetzung ins Deutsche durch den katholischen Theologen Gregor Konstantin Wittig. Daraus ging die Bibliothek des Spiritualismus für Deutschland hervor, die Wittig ab 1868 herausgab und die den Spiritismus einer breiteren deutschsprachigen Leserschaft bekannt machte. 1873 gründete Wittig einen spiritistischen Verein in Leipzig, und ab 1874 gab er zusammen mit dem russischen Spiritisten Alexander Aksakow und dem Verleger Oswald Mutze die Zeitschrift Psychische Studien heraus, die lange Zeit die bedeutendste okkulte Zeitschrift Deutschlands war.
Der Leipziger Astrophysiker Karl Friedrich Zöllner veranstaltete 1877 einige Séancen mit dem amerikanischen Medium Henry Slade, an denen auch Gustav Theodor Fechner und einige weitere Wissenschaftler teilnahmen. Slade versetzte scheinbar telekinetisch Gegenstände in Bewegung und ließ schriftliche Mitteilungen auf Schiefertafeln erscheinen. Zöllner betrachtete dies als empirische Bestätigungen seiner schon länger gehegten Annahme einer vierten Dimension des Raumes und publizierte 1878/79 ausführliche Berichte über diese Experimente, an welche er die Hypothese anschloss, dass geistige Wesen aus der vierten Dimension die beobachteten Phänomene hervorgerufen hätten. Damit hoffte er, eine „Transzendentale Physik“ zu begründen, und löste, nachdem 1880 auch eine englische Übersetzung seiner diesbezüglichen Publikationen erschienen war, eine internationale Debatte aus.

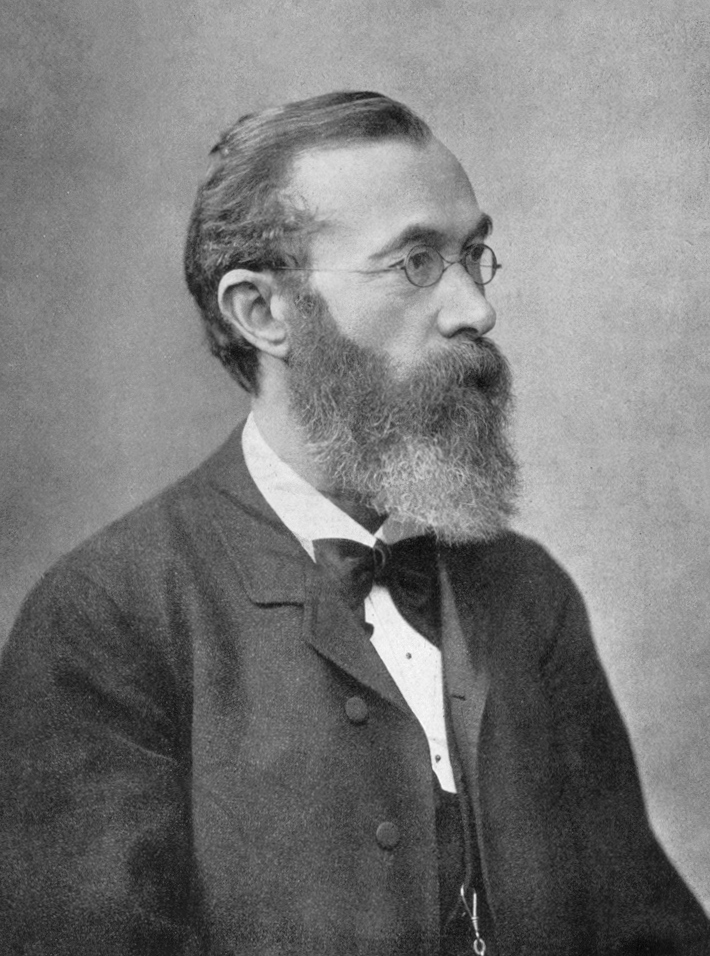
Wilhelm Wundt 1902

In der Presse und in wissenschaftlichen Kreisen stieß Zöllner überwiegend auf teils heftige Kritik. Man warf ihm vor, seine Autorität als renommierter Wissenschaftler zu missbrauchen, um den spiritistischen Aberglauben salonfähig zu machen, und bezeichnete ihn gar als geisteskrank. Ein prominenter Kritiker war der Psychologe Wilhelm Wundt, der einer der Séancen beigewohnt hatte und Zweifel an der Echtheit der von Slade produzierten Phänomene äußerte. (Tatsächlich war Slade schon 1876 in Großbritannien wegen Betrugs verurteilt worden und hatte sich der Strafe durch Flucht ins Ausland entzogen.) Wundt kritisierte Zöllners Leichtgläubigkeit und bezeichnete den Glauben, dass Séancen Beweise für ein Leben nach dem Tod liefern könnten, als Rückfall in die Barbarei. (Ähnliche Debatten hatte es zuvor schon in Großbritannien gegeben, wobei der Chemiker William Crookes und der Naturforscher Alfred Russel Wallace eine ähnliche Rolle spielten wie Zöllner.)

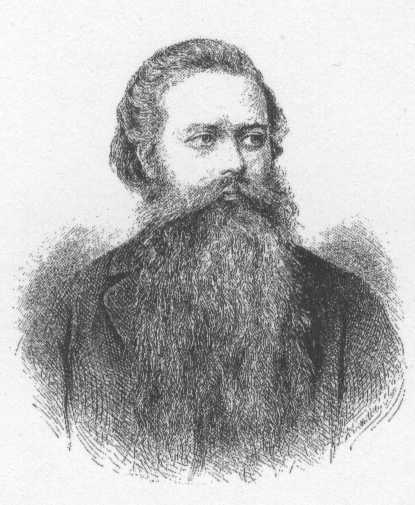
Eduard von Hartmann um 1875

Ab den frühen 1880er Jahren entwickelten Wittig und Aksakow eine neue, als „animistisch“ bezeichnete Art, den Spiritismus zu betrachten. Während die bei Séancen auftretenden Phänomene traditionell als Äußerungen von Verstorbenen interpretiert wurden, gingen die Animisten davon aus, dass die tatsächlich zugrundeliegenden Faktoren unbekannt und einer psychologischen Erforschung zugänglich seien. Sie fanden einen renommierten Unterstützer in dem Philosophen Eduard von Hartmann, der als Autor einer Philosophie des Unbewußten (1869) bekannt war und sich 1885 in seiner Schrift Der Spiritismus für eine wissenschaftliche Untersuchung des Spiritismus aussprach. Obwohl er Wundts Kritik an den Gepflogenheiten in spiritistischen Kreisen weitgehend teilte, erhoffte Hartmann sich von ernsthaften Untersuchungen Einblicke in das Wirken des Unbewussten, und außerdem könne man auf diesem Gebiet den Hang der Menschen zum Aberglauben und zum Wunderglauben studieren. Dieser neuen Richtung, aus der die Parapsychologie hervorging, stand der traditionelle Spiritismus gegenüber, dessen in Deutschland damals führende Vertreter Wilhelm Besser und Bernhard Cyriax die Zeitschriften Sprechsaal und [Neue] Spiritualistische Blätter herausgaben und der in vielen Vereinen organisiert war.
Der Konflikt zwischen diesen beiden Richtungen spitzte sich zu, als Medien auftauchten, die nicht nur Klopfgeräusche und mündliche und schriftliche Mitteilungen hervorriefen, sondern außerdem Gegenstände scheinbar aus dem Nichts „materialisierten“ und damit großes Aufsehen erregten. Diese Materialisierungen lösten besonders heftige kritische Reaktionen in Kreisen aus, die sich der wissenschaftlichen Untersuchung des Mediumismus auf der psychologischen Ebene („psychische“ Forschung) widmeten. Es kam zu Anklagen und Verurteilungen wegen Betrugs, wobei besonders der Fall Anna Rothe (verurteilt 1903) landesweit ein erhebliches Echo in der Presse fand, da Rothe zuvor über etliche Jahre in vielen deutschen Städten sowie in Wien, Zürich und Paris aufgetreten war und sich dabei eine begeisterte Anhängerschaft erworben hatte.

### Niedergang der Bewegung
Als die Ikone des Spiritismus, Margaret Fox, vierzig Jahre nach den Ereignissen in Hydesville öffentlich zugab, den ganzen Spuk und die Klopfgeräusche mit ihren Schwestern selbst herbeigeführt zu haben, und als sich viele andere der vermeintlichen Geistkommunikationen ebenfalls als Betrügerei entpuppten, verlor die spiritistische Bewegung ihr Ansehen in der Bevölkerung. Bis zu ihrem Lebensende hielt Fox Vorträge über die Betrügereien ihres Lebens, doch die mit ihren Schwestern und professionellen Komplizinnen vorgetäuschten Séancen hatten unter Millionen von Spiritismusbegeisterten längst so viele Nachahmer gefunden, dass sich bereits ein ganzer Industriezweig gebildet hatte, um die Nachfrage an Tricktechnik-Requisiten zu befriedigen.
Zu den größten Widersachern der spiritistischen Medien gehörten die Zauberer und Illusionisten, weil sie die Tricks und Hochstapeleien der Medien schnell durchschauten. Zu den berühmtesten dieser Zauberkünstler, die sich der Entlarvung spiritistischer Illusionen widmeten, gehörte Erik Weisz, genannt Harry Houdini, der in seinem Enthüllungsbuch A Magician Among the Spirits die betrügerischen Methoden der spiritistischen Medien und Hellseher wie automatisches Schreiben, Tischerlrücken, Geistmanifestationen und Schweben dokumentierte.
Zudem scheiterte der Spiritismus ab den 1860er Jahren an dem eigenen Anspruch, eine Wissenschaft zu sein und eben auch an diesem Maßstab gemessen zu werden. So scheiterte beispielsweise im Jahr 1857 der Versuch des Nachweises vor einem wissenschaftlichen Komitee in Großbritannien, bei dem unter anderem auch Kate Fox als Medium auftrat. In Europa wurden Vorführungen von Medien mehr und mehr zu Schauauftritten auf Jahrmärkten, sodass sowohl der religiöse als auch der wissenschaftliche Anspruch, die ursprünglich verfolgt wurden, nicht mehr aufrechterhalten werden konnten.

## Spiritismus als Religion
Als Religion ist der Spiritismus durch eine ausgeprägte szientistische Haltung und durch eine scharfe Ablehnung des traditionellen Christentums charakterisiert. Grundlegend ist die Überzeugung, dass die menschliche Seele nach dem Tod weiter existiere und dass es mit Hilfe von Medien möglich sei, mit den Seelen Verstorbener zu kommunizieren. Die Verstorbenen unterscheiden sich demnach nur wenig von ihrer früheren irdischen Existenz, behalten ihre Eigenheiten, und auch die „andere Welt“, in der sie leben, ähnelt dem Diesseits, ist allerdings in mancherlei Hinsicht „besser“. Damit verbunden war ursprünglich die Überzeugung, dass die Existenz der Seelen oder Geister mittels wissenschaftlicher Experimente nachgewiesen werden könne. Wilhelm Wundt bezeichnete den Spiritismus daher als eine Form des Materialismus, die sich zwar „spirituell“ nenne und eine Alternative zum herkömmlichen Materialismus sein wolle, aber das Spirituelle materiell vorstelle. Ähnlich ambivalent ist das Verhältnis zum Christentum, da Spiritisten sich vielfach selbst als Christen bezeichnen, aber das traditionelle Christentum entschieden ablehnen.
Die Anhängerschaft des Spiritismus wird weltweit auf über 100 Millionen geschätzt. Am Weitesten ist sie wohl in Brasilien verbreitet, wo der Kardecismus, teils in Verbindung mit afro-brasilianischen Religionen wie Umbanda und Candomblé, sehr populär ist.